# Arteră nazală laterală
Artera nazală laterală (ramura nazală laterală a arterei faciale) este derivată din artera facială pe măsură ce acel vas urcă de-a lungul părții nasului.
Vascularizează aripile și dosul nasului, anastomozându-se cu omologul său, cu ramurile septale și alare, cu ramura nazală dorsală a arterei oftalmice și cu ramura infraorbitală a maxilarului intern. Dacă artera nazală laterală posterioară este superficială în peretele nazal, poate apărea o lacerare în timpul unui chiuretaj agresiv. O procedură de ridicare a podelei sinusale necesită o separare și ridicare a căptușelii sinusale, cu introducerea ulterioară a spațiului care menține materialul grefei. În timpul elevației căptușelii, această arteră poate fi tăiată în peretele nazal osos. 

## Imagini suplimentare

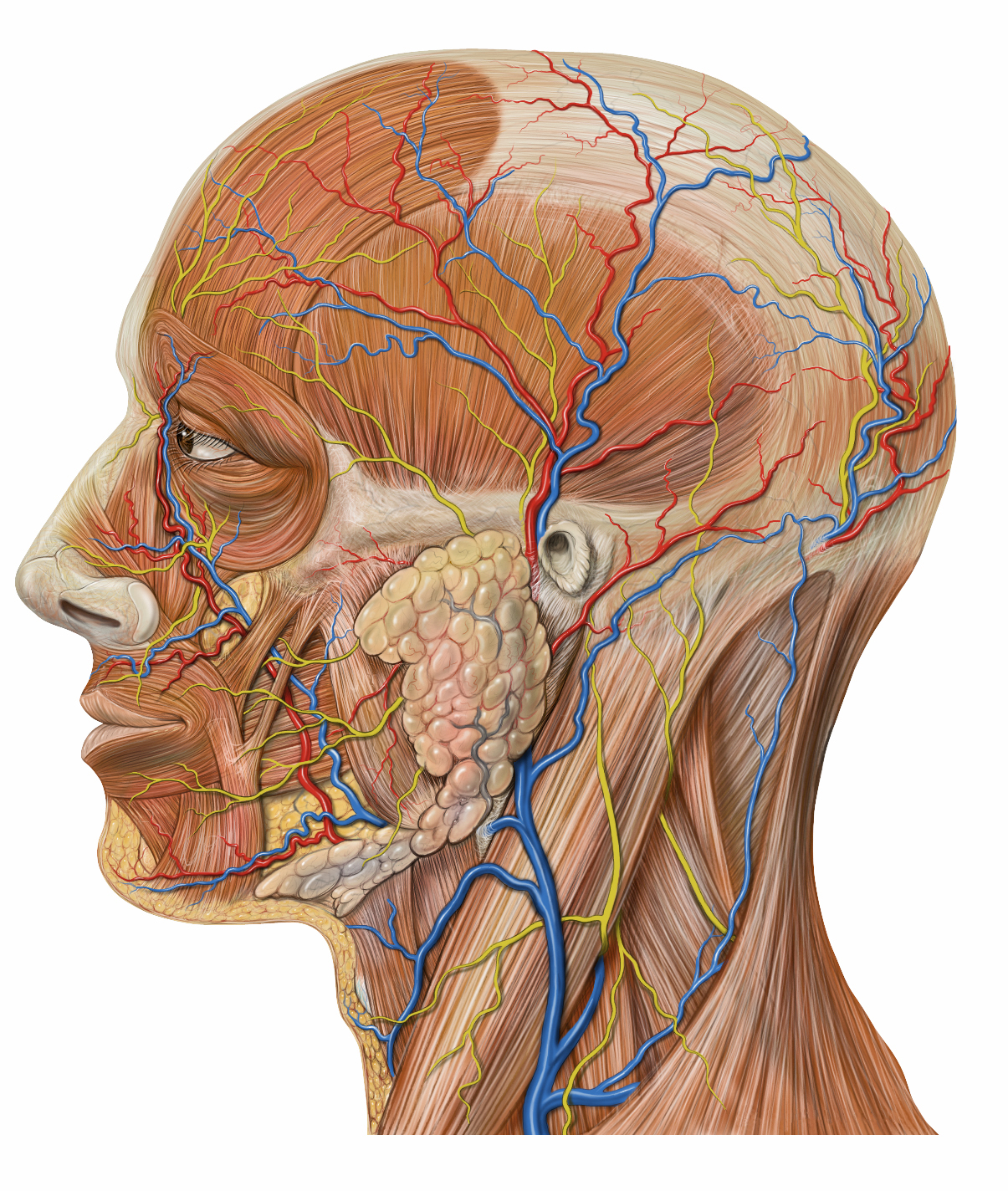
Detaliul anatomiei capului lateral
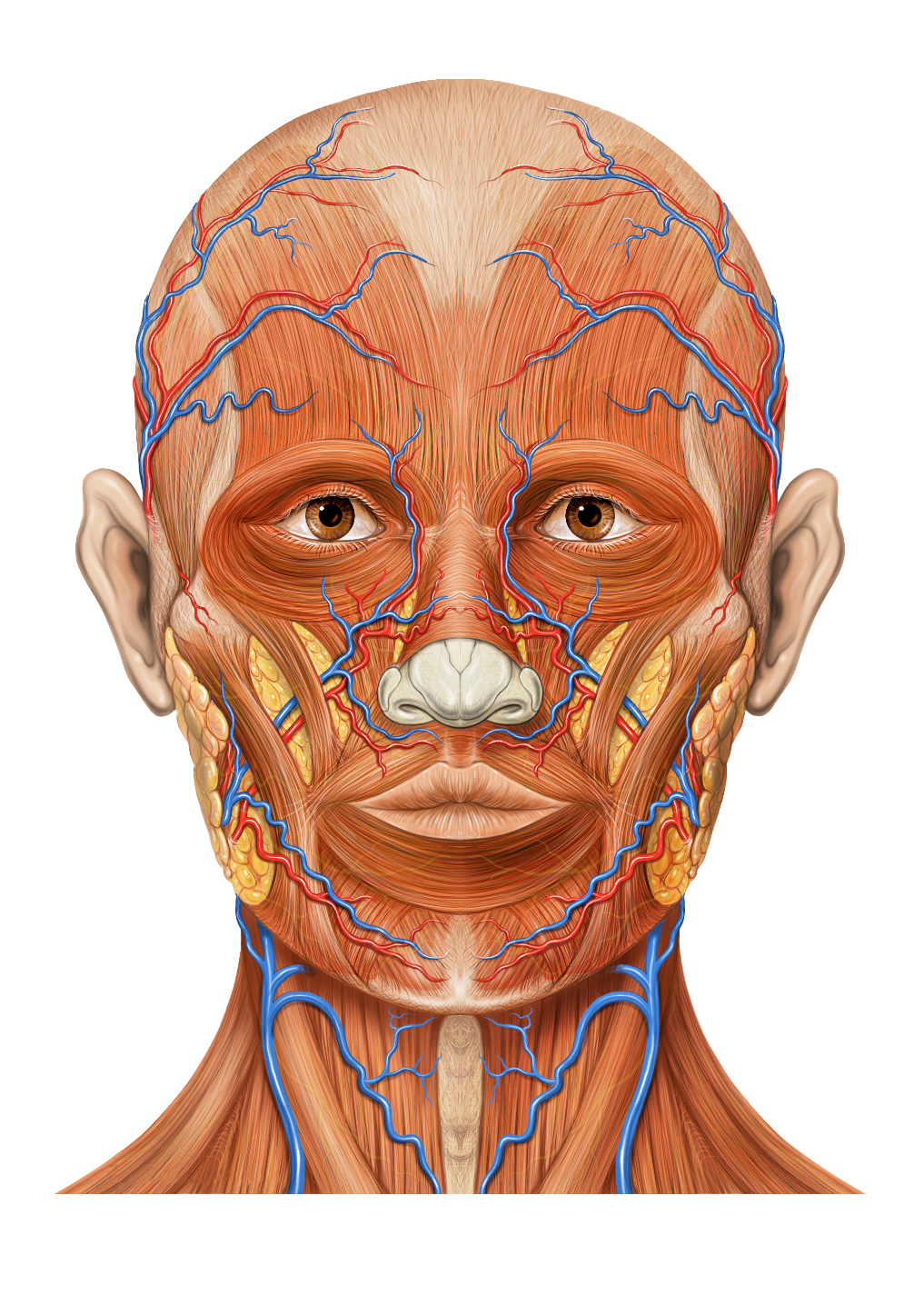
Anatomia capului vedere anterioară